# Águia Quaternária

A Águia Quaternária (1510, xilogravura de Hans Burgkmair e Jost de Negker)

A Águia Quaternária (em alemão: Quaternionenadler; em italiano: aquila quaternione), também conhecida como Águia Imperial Quaternária (em alemão: Quaternionen-Reichsadler)   ou simplesmente Águia Imperial (em alemão: Reichsadler), [a] era um brasão informal do Sacro Império Romano-Germânico.
Introduzida por volta de 1510 por Hans Burgkmair, a Águia Quaternária misturava dois conceitos preexistentes: os Quaternários Imperiais e a Águia Imperial (águia bicéfala). [a]

## História

### Antecedentes
Os chamados Quaternários Imperiais (em alemão: Quaternionen der Reichsverfassung; quatérnios da constituição imperial; do em latim: quaterniō; grupo de quatro soldados) eram uma representação convencional dos Estados Imperiais do Sacro Império Romano que se tornou corrente pela primeira vez no século XV e foi extremamente popular durante o século XVI.  

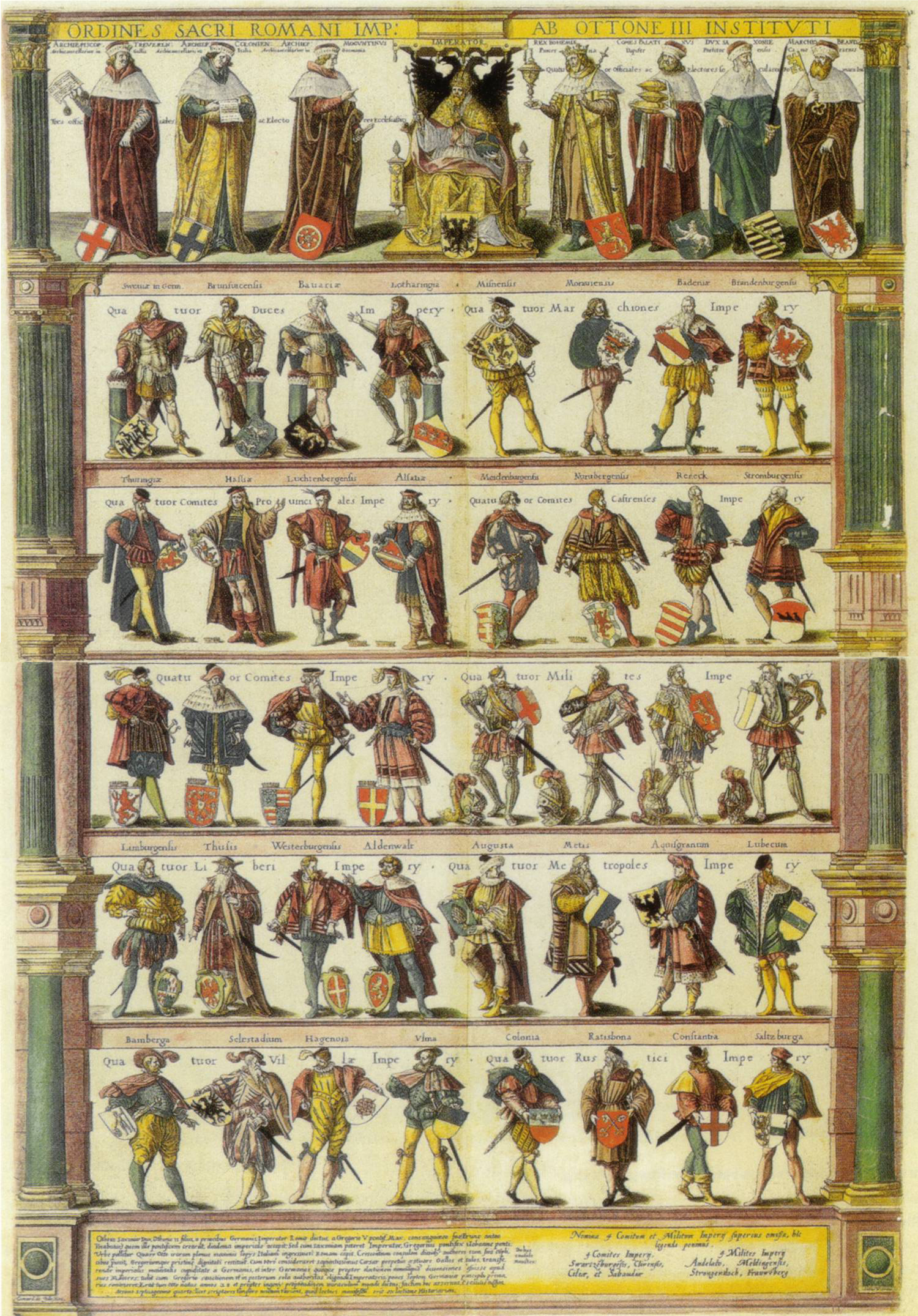
Quaternários (Anton III Wierix, 1606).Os dez quaternários são mostrados abaixo do imperador ladeado pelos príncipes eleitores (Arcebispo de Trier, Arcebispo de Colônia, Arcebispo de Mainz; Rei da Boêmia, Conde Palatino, Duque da Saxônia, Marquês de Brandemburgo).

Além dos níveis mais altos do imperador, reis, príncipes-bispos e príncipes eleitores, os estados são representados em grupos de quatro. O número de quaternários era geralmente dez, em ordem decrescente de precedência:
1. Duques (Duces),
2. Margraves (Marchions),
3. Landgraves (Comites Provinciales),
4. Burggraves (Comites Castrenses),
5. Contagens (Comites),
6. Cavaleiros (Milites),
7. Nobres (Liberi),
8. Cidades (Metropoles),
9. Aldeias (Villae),
10. Camponeses (Rustici).

A lista poderia ser encurtada ou expandida, em meados do século XVI, para até 45.    
É provável que este sistema tenha sido introduzido pela primeira vez pelo imperador Sigismundo, que se presume ter encomendado os afrescos da prefeitura de Frankfurt em 1414. 
Como foi observado desde o início, esta representação da "constituição imperial" não representa de fato a constituição real do Sacro Império Romano, já que algumas cidades imperiais aparecem como "vilas" ou mesmo "camponeses" [b] e o Burggrave de Stromburg [c] era uma entidade desconhecida mesmo na época. A representação dos súditos imperiais também está longe de ser completa. Os "quaternários imperiais" são, na verdade, uma seleção mais ou menos aleatória destinada a representar pars pro toto a estrutura da constituição imperial.

### Brasão do Império

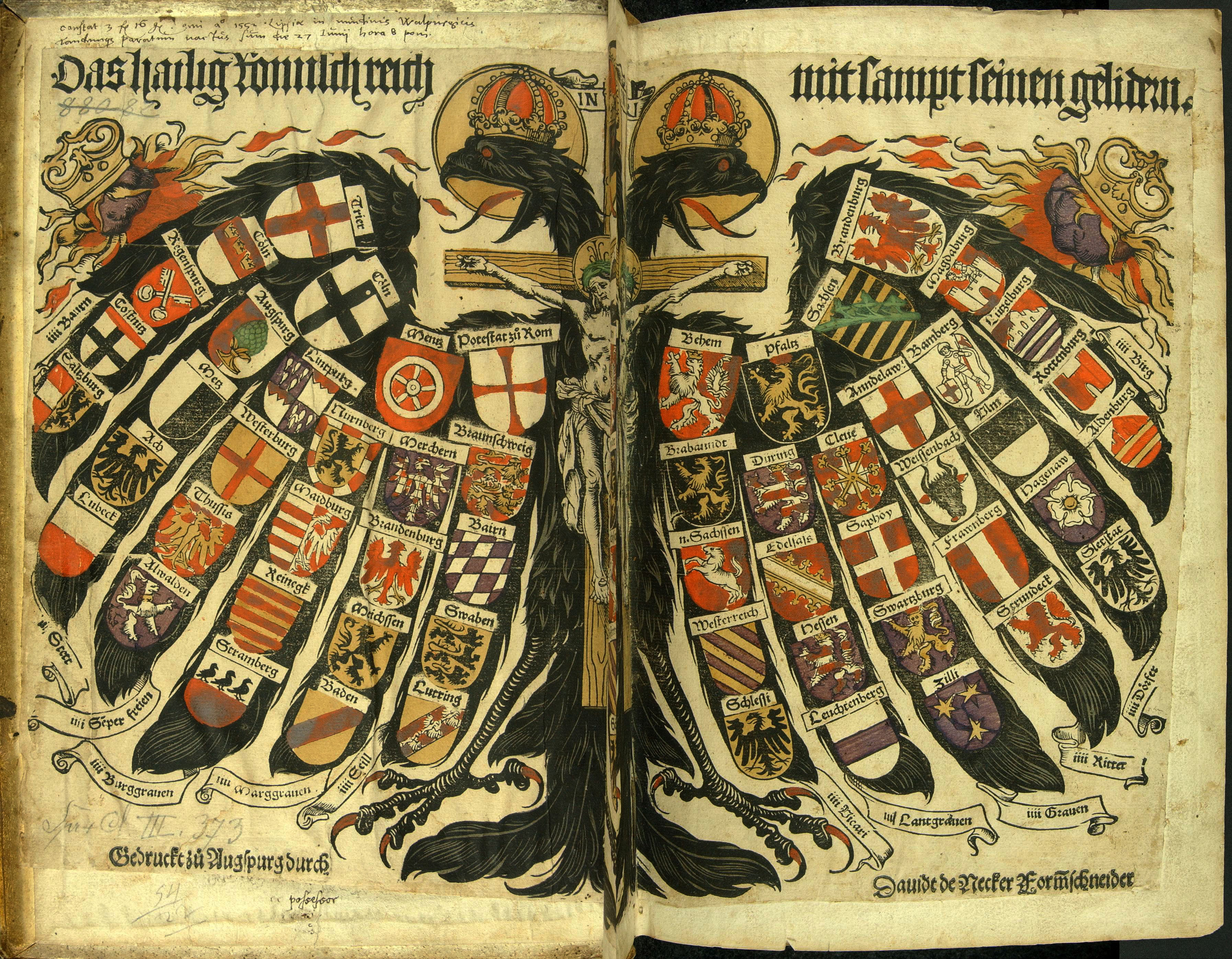
Águia Quaternária, xilogravura colorida à mão por Hans Burgkmair, c. 1510.

Ao longo de sua longa história, o Sacro Império Romano-Germânico utilizou muitas formas heráldicas diferentes, representando suas numerosas divisões internas. Uma representação do brasão do império foi a Águia Quaternária, impressa por David de Negker de Augsburg após uma xilogravura de 1510 de Hans Burgkmair. 
Nomeado em homenagem aos quaterniões imperiais, ele mostrava uma seleção de 56 escudos de vários Estados Imperiais em grupos de quatro sobre as penas de uma águia de duas cabeças (as rémiges da águia imperial), apoiando, no lugar de um escudo, Cristo na Cruz.  
Os escudos superiores eram os dos Príncipes Eleitores e do Prefeito Titular de Roma, sendo divididos em dois quaternários horizontais:
- os eclesiásticos: Trier, Colônia, Mainz e o Prefeito de Roma na ala direita;
- os seculares: Boêmia, Palatinado, Saxônia e Brandemburgo à esquerda.

Doze quaterniões verticais foram mostrados abaixo deles, como segue — oito duques sendo divididos em dois quaterniões chamados "pilares" e "vigários", respectivamente: 
| Direita 1. Seill ("Pilares"), 3. Marggrauen (Margraves), 5. Burggrauen (Nurgueses), 7. Semper freie (Nobres), 9. Stett (Cidades), 11. Bauern (Camponeses), | Esquerda 2. Vicari ("Vigários"), 4. Lantgrauen (Landgraves), 6. Grauen (Condes), 8. Ritter (Cavaleiros), 10. Dörfer (Vilas), 12. Birg (Castelos). |

A representação também apareceu no copo da Águia Imperial.

## Copo da Águia Imperial

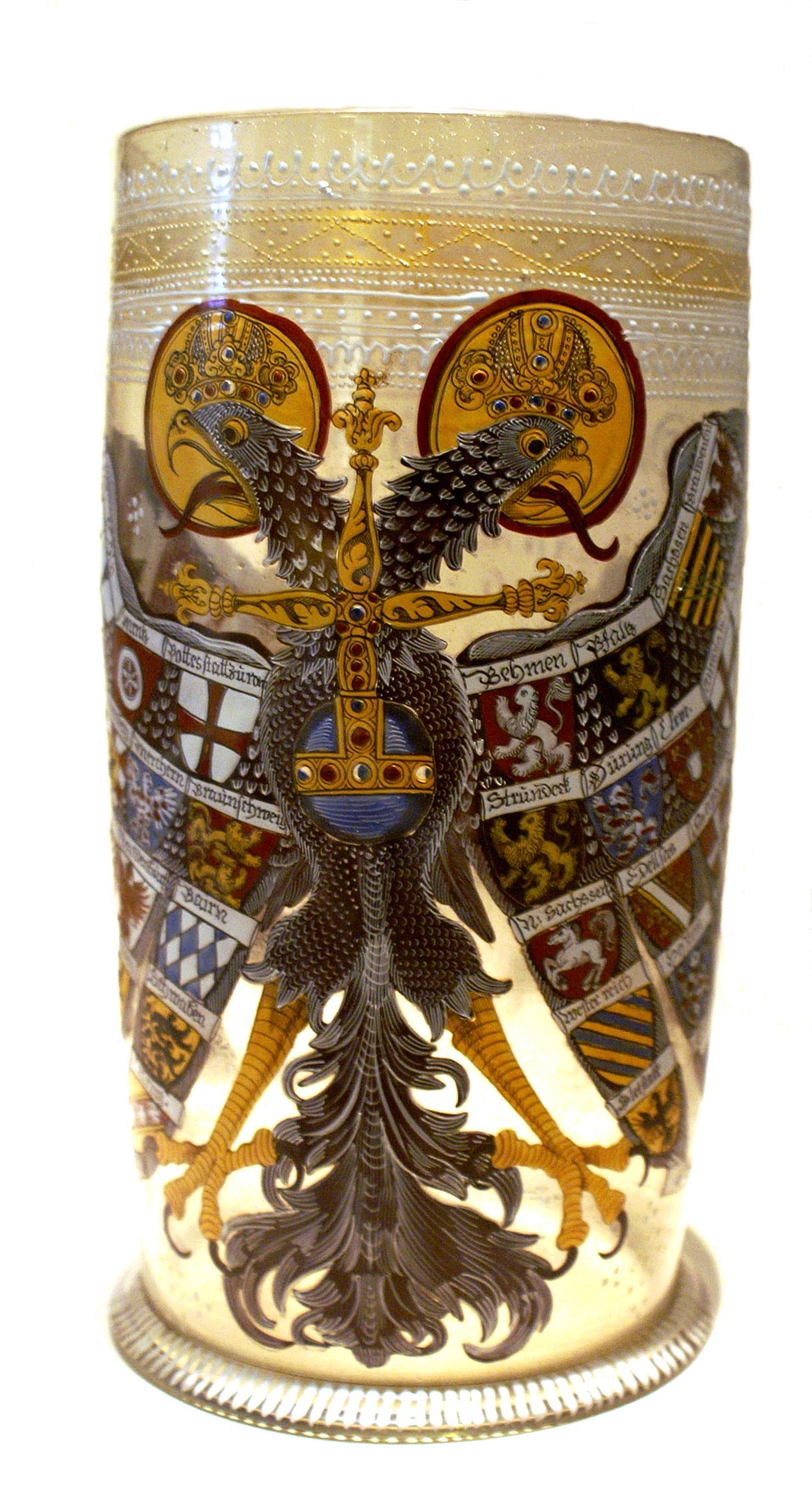
Um exemplo de Reichsadlerhumpen em exibição no Deutsches Historisches Museum

Um copo de águia imperial (em alemão: Reichsadlerhumpen), ou vidro de águia, foi um recipiente para beber popular do século XVI até o final do século XVIII no Sacro Império Romano-Germânico. O vidro esmaltado era decorado com uma águia de duas cabeças, geralmente no formato de uma Águia Quaternária. O Reichsadler significa "Águia Imperial" ou águia de duas cabeças que era o emblema do império, enquanto "humpen" se refere a um copo cilíndrico.  Esses copos tornaram-se o meio essencial para representar o modelo explicativo mais popular para o surgimento do Império: a teoria dos quatérnios representada por Hans Burgkmair.
Os copos da Águia Imperial demonstravam a solidariedade entre o proprietário e o Império e eram muito populares pela sua decoratividade e cores luminosas. Mas estes recipientes para beber também eram valorizados pelo seu tamanho generoso. Igualmente populares eram os copos eleitorais, decorados com ilustrações do imperador e dos eleitores como os representantes mais importantes do Império. 
Muitos bons exemplos de copos Imperial Eagle estão em exibição em museus de todo o mundo. Nos leilões, as peças bem conservadas atingem um preço de venda que pode atingir vários milhares de euros. 